# Agostinho Thomaz de Aquino
Agostinho Thomaz de Aquino (1812 – Rio de Janeiro, 1844) foi um médico brasileiro.
Aquino formou-se em medicina pela então Academia Médico-Cirúrgica do Rio de Janeiro. Foi eleito membro da Academia Nacional de Medicina em 1830, com o número acadêmico 19, sob a presidência de Joaquim Cândido Soares de Meireles.